# LHS 2520
LHS 2520，或稱為葛利斯3707（Gliese 3707），是一顆位於烏鴉座的紅矮星。該恆星的視星等是肉眼不可見的12.12，光譜型為M3.5V，表面溫度3024 K。它因為亮度過低，無法以依巴谷卫星進行視差量測。地面望遠鏡量測結果顯示該恆星視差為77.93 ± 2.41 毫角秒，即距離地球42 ± 1光年。

## 大眾文化中的LHS 2520
2012年11月7日出刊的《动作漫画》 #14（2013年1月號）中，天文學家奈爾·德葛拉司·泰森在故事中出場，並指出超人的故鄉氪星所環繞的恆星即為LHS 2520。泰森協助DC漫畫從實際存在的恆星中選出適當的氪星的母恆星，最後選出了位於烏鴉座的LHS 2520，並且DC漫畫中超人就讀的高中吉祥物即為烏鴉。